# Староарсланбеково
Староарсланбеково (баш. Иҫке Арыҫланбәк) — деревня в Туймазинском районе Республики Башкортостан Российской Федерации. Входит в состав Сайрановского сельсовета.

## География

### Географическое положение
Расстояние до:
- районного центра (Туймазы): 47 км,
- центра сельсовета (Сайраново): 5 км,
- ближайшей ж/д станции (Кандры): 17 км.

## Население
| 2002 | 2009 | 2010 |
| ---- | ---- | ---- |
| 118  | ↗123 | ↘119 |

Национальный состав
Согласно переписи 2002 года, преобладающая национальность — башкиры (78 %).